# Jacques Distler
Jacques Distler (né le 1er janvier 1961) est un physicien américain d'origine canadienne travaillant sur la théorie des cordes. Il est professeur de physique à l'université du Texas à Austin depuis 1994.

## Biographie
Distler est né dans une famille juive à Montréal, où il fréquente l'école secondaire Herzliah (Snowdon). Il fréquente l'université Harvard pour ses baccalauréats et son doctorat en physique. Sa thèse de 1987 Compactified String Theories est dirigée par Sidney Coleman.
Avant d'aller au Texas, il est professeur adjoint à l'université de Princeton.
Selon le nombre de citations, sa publication la plus influente est son article de 1989 sur la théorie conforme des champs en deux dimensions. Son premier article est Gauge Invariant Superstring Field Theory, co-écrit avec André LeClair et publié en 1986 dans Nuclear Physics B.
Il étudie le « paysage » du vide métastable en théorie des cordes. En juillet 2005, il publie un article sur ce sujet.